# Empire State Index
Der Empire State Index gehört zu den wichtigen volkswirtschaftlichen Frühindikatoren für die wirtschaftliche Entwicklung in den Vereinigten Staaten und wird von der Federal Reserve Bank of New York veröffentlicht.

## Hintergründe
Der Empire State Index misst die Geschäftstätigkeit des produzierenden Gewerbes im Bundesstaat New York. Er errechnet sich über Umfrageergebnisse unter Unternehmen über die Entwicklung der Auftragseingänge, Absatzzahlen, Lagerbestände, Preise, Mitarbeiterzahlen und finanziellen Verbindlichkeiten. Während ein negativer Indexwert ein Indiz für einen zukünftigen Wirtschaftsabschwung darstellt, stehen positive Indexwerte für angenommene positive Konjunkturentwicklungen.